# 村田恒夫
村田 恒夫（むらた つねお、1951年〈昭和26年〉8月13日 - ）は、日本の実業家。株式会社村田製作所代表取締役会長、公益財団法人村田学術振興財団理事長、公益財団法人京都産業21理事長。京都府出身。栄典は藍綬褒章。

## 経歴
同志社大学経済学部を卒業後、1974年に村田製作所に入社。出雲村田製作所常務取締役、村田製作所ドイツ現地法人の社長などを経て、1989年に村田製作所取締役に就任。2003年に代表取締役副社長に就任した後、2007年に代表取締役社長に就任。2017年に代表取締役会長兼社長に就任。2020年に代表取締役会長に職位変更。
スマートフォン重要部品を小型化して普及と高機能化に貢献したという功績から、2019年秋の褒章で藍綬褒章を受章。

## 人物
村田昭（村田製作所創業者）の三男。

## 履歴

### 学歴・職歴
- 1974年（昭和49年）3月 - 同志社大学経済学部卒業[2]。
- 1974年（昭和49年）3月 - 株式会社村田製作所入社[3]。
- 1983年（昭和58年）11月 - 株式会社出雲村田製作所常務取締役[4]。
- 1988年（昭和63年）10月 - Murata Europe Management GmbH.社長[3]。
- 1989年（平成元年）6月 - 株式会社村田製作所取締役[3]。
- 1991年（平成3年）6月 - 株式会社村田製作所常務取締役[3]。
- 1992年（平成4年）8月 - Murata Company Limited.取締役[3]。
- 1995年（平成7年）6月 - 株式会社村田製作所専務取締役[3]。
- 1999年（平成11年）9月 - Murata Electronics Singapore (Pte.) Ltd.取締役[3]。
- 2001年（平成13年）6月 - 株式会社富山村田製作所代表取締役社長[3]。
- 2001年（平成13年）6月 - 株式会社金沢村田製作所代表取締役社長[3]。
- 2003年（平成15年）6月 - 株式会社村田製作所代表取締役副社長[3]。
- 2003年（平成15年）6月 - 株式会社福井村田製作所代表取締役社長[5]。
- 2007年（平成19年）6月 - 株式会社村田製作所代表取締役社長[4]。
- 2007年（平成19年）6月 - 株式会社富山村田製作所代表取締役会長[6]。
- 2007年（平成19年）6月 - 株式会社小松村田製作所代表取締役会長[6]。
- 2007年（平成19年）6月 - 株式会社金沢村田製作所代表取締役会長[6]。
- 2010年（平成22年）12月 - 公益財団法人村田学術振興財団理事長（現任）[7]。
- 2013年（平成25年）6月 - 公益財団法人京都産業21理事長（現任）[8]。
- 2017年（平成29年）6月 - 株式会社村田製作所代表取締役会長兼社長[9]。
- 2020年（令和2年）6月 - 株式会社村田製作所代表取締役会長（現任）[10]。

### 受賞・栄誉
- 2019年（令和元年）11月 - 藍綬褒章[11]。

## 現職
- 株式会社村田製作所代表取締役会長[12]
- 公益財団法人村田学術振興財団理事長[13]
- 公益財団法人京都産業21理事長[14]

## 家族・親族
- 父：村田昭（実業家、株式会社村田製作所創業者）
- 長兄：村田泰隆（実業家・写真家、株式会社村田製作所元社長）
- 次兄：村田理如（清水三年坂美術館館長）

## 出演

### テレビ
- 日経スペシャル ガイアの夜明け（2009年11月22日、テレビ東京）[15]